# Кузьмин, Анатолий Александрович
Анатолий Александрович Кузьмин (1871—1914) — полковник, герой Первой мировой войны.

## Биография
Родился 17 августа 1871 года. Начальное образование получил в одном из кадетских корпусов и 1 сентября 1890 года был зачислен в 1-е военное Павловское училище. Выпущен 5 августа 1891 года подпоручиком в 13-й стрелковый полк.
5 августа 1895 года произведён в поручики, 9 мая 1900 года — в штабс-капитаны и 5 августа 1903 года — в капитаны. Прошёл курс наук в Николаевской академии Генерального штаба, откуда выпущен по 2-му разряду и вернулся в свой полк.
В 1904—1905 годах находился на Дальнем Востоке и принимал участие в военных действиях против Японии, был награждён орденом св. Анны 4-й степени. 26 февраля 1907 года получил чин подполковника. В 1909 году награждён орденом св. Станислава 2-й степени.
С 11 июля 1911 года командовал батальоном в Казанском военном училище, а с 4 февраля 1913 года снова служил в 13-м стрелковом полку.
В 1914 году Кузьмин был переведён в 14-й стрелковый полк, в рядах которого встретил начало Первой мировой войны. 13 января 1915 года Кузьмин был посмертно награждён орденом св. Георгия 4-й степени
За то, что в бою 29 авг. 1914 г. с двумя ротами остановил несколько атак противника в обход правого фланга позиций; 30 авг., перейдя в наступление, пал геройской смертью.
Также посмертно он был произведён в полковники.